# Притчетт (Колорадо)
Притчетт (англ. Pritchett) — місто (англ. town) в США, в окрузі Бака штату Колорадо. Населення — 112 особи (2020).

## Географія
Притчетт розташований за координатами 37°22′12″ пн. ш. 102°51′31″ зх. д. / 37.37000° пн. ш. 102.85861° зх. д. (37.370009, -102.858749).  За даними Бюро перепису населення США в 2010 році місто мало площу 0,60 км², уся площа — суходіл.

## Демографія
Згідно з переписом 2010 року, у місті мешкало 140 осіб у 58 домогосподарствах у складі 38 родин. Густота населення становила 232 особи/км².  Було 76 помешкань (126/км²).
Расовий склад населення:
| - 95,7 % — білих - 3,6 % — корінних американців |

До двох чи більше рас належало 0,0 %. Частка іспаномовних становила 5,0 % від усіх жителів.
За віковим діапазоном населення розподілялося таким чином: 28,6 % — особи молодші 18 років, 54,3 % — особи у віці 18—64 років, 17,1 % — особи у віці 65 років та старші. Медіана віку мешканця становила 35,0 року. На 100 осіб жіночої статі у місті припадало 125,8 чоловіків;  на 100 жінок у віці від 18 років та старших — 104,1 чоловіків також старших 18 років.
Середній дохід на одне домашнє господарство  становив 42 559 доларів США (медіана — 51 875), а середній дохід на одну сім'ю — 47 422 долари (медіана — 55 125). За межею бідності перебувало 15,4 % осіб, у тому числі 0,0 % дітей у віці до 18 років та 20,6 % осіб у віці 65 років та старших.
Цивільне працевлаштоване населення становило 67 осіб. Основні галузі зайнятості: будівництво — 26,9 %, сільське господарство, лісництво, риболовля — 20,9 %, освіта, охорона здоров'я та соціальна допомога — 14,9 %, науковці, спеціалісти, менеджери — 9,0 %.